# توریرس
توریرس (به فرانسوی: Turriers) یک کمون در فرانسه است که در Canton of Turriers واقع شده‌است.

## خصوصیات
توریرس ۱۹٫۸۶ کیلومترمربع مساحت و ۳۹۷ نفر جمعیت دارد و ۱٬۰۴۰ متر بالاتر از سطح دریا واقع شده‌است.